# Finala Campionatului European de Fotbal 2004
Finala Euro 2004 a fost un meci de fotbal jucat pe data de 4 iulie 2004 pe stadionul Estádio da Luz în Lisabona, Portugalia pentru a determina câștigătorul UEFA Euro 2004. Meciul a fost jucat între Portugalia, gazda competiției care era considerată favorită la câștigarea competiției, și Grecia, care au participat doar la al doilea turneu final. Câștigătoarea competiției a fost Grecia.

## Detalii
| Portugalia | 0 – 1     | Grecia         |
| ---------- | --------- | -------------- |
|            | (Cronică) | Charisteas 57' |

| Portugal | Greece |

| PORTUGALIA:         |    |                   |       |     |
|                     |    |                   |       |     |
| P                   | 1  | Ricardo           |       |     |
| FD                  | 13 | Miguel            |       | 43' |
| FC                  | 16 | Ricardo Carvalho  |       |     |
| FC                  | 4  | Jorge Andrade     |       |     |
| FS                  | 14 | Nuno Valente      | 90+3' |     |
| MC                  | 6  | Costinha          | 12'   | 60' |
| MC                  | 18 | Maniche           |       |     |
| MD                  | 7  | Luís Figo (c)     |       |     |
| MO                  | 20 | Deco              |       |     |
| MS                  | 17 | Cristiano Ronaldo |       |     |
| A                   | 9  | Pauleta           |       | 74' |
| Rezerve:            |    |                   |       |     |
| F                   | 2  | Paulo Ferreira    |       | 43' |
| M                   | 10 | Rui Costa         |       | 60' |
| A                   | 21 | Nuno Gomes        |       | 74' |
| Antrenor:           |    |                   |       |     |
| Luiz Felipe Scolari |    |                   |       |     |

| GRECIA:       |    |                         |       |     |
|               |    |                         |       |     |
| P             | 1  | Antonis Nikopolidis     |       |     |
| FD            | 2  | Giourkas Seitaridis     | 63'   |     |
| FC            | 5  | Traianos Dellas         |       |     |
| FC            | 19 | Michalis Kapsis         |       |     |
| FS            | 14 | Takis Fyssas            | 67'   |     |
| MD            | 8  | Stelios Giannakopoulos  |       | 76' |
| MC            | 6  | Angelos Basinas         | 45+2' |     |
| MC            | 7  | Theodoros Zagorakis (c) |       |     |
| MS            | 21 | Kostas Katsouranis      |       |     |
| A             | 9  | Angelos Charisteas      |       |     |
| A             | 15 | Zisis Vryzas            |       | 81' |
| Rezerve:      |    |                         |       |     |
| F             | 3  | Stelios Venetidis       |       | 76' |
| A             | 22 | Dimitrios Papadopoulos  | 85'   | 81' |
| Antrenor:     |    |                         |       |     |
| Otto Rehhagel |    |                         |       |     |

| Omul meciului: Theodoros Zagorakis Arbitrii asistenți: Christian Schräer Jan-Hendrik Salver Al patrulea arbitru: Anders Frisk |

### Statistici
| Statistici         | Portugalia | Grecia |
| ------------------ | ---------- | ------ |
| Goluri marcate     | 0          | 1      |
| Lovituri           | 16         | 4      |
| Lovituri pe poartă | 5          | 1      |
| Posesia mingii     | 58%        | 42%    |
| Cornere            | 10         | 1      |
| Faulturi comise    | 19         | 21     |
| Offside-uri        | 4          | 3      |
| Cartonașe galbene  | 2          | 4      |
| Cartonașe roșii    | 0          | 0      |